# Mauro Scoccimarro

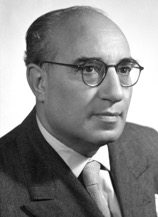
Mauro Scoccimarro

Mauro Scoccimarro (* 30. Oktober 1895 in Udine; † 2. Januar 1972 in Rom) war ein italienischer Politiker des Partito Comunista Italiano (PCI), der unter anderem zwischen 1945 und 1947 Finanzminister Italiens sowie von 1948 bis zu seinem Tod Mitglied des Senats (Senato della Repubblica) war. Er war damit letzter Finanzminister des Königreichs Italien sowie erster Finanzminister der Italienischen Republik.

## Leben

### Erster Weltkrieg, Eintritt in die PCI und Verhaftung wegen antifaschistischer Tätigkeiten
Scoccimarro absolvierte nach dem Schulbesuch ein Studium der Wirtschaftswissenschaften und trat während des Ersten Weltkrieges in die Gebirgsjägertruppe Alpini ein, in der er zuletzt zum Unterleutnant befördert wurde. Seine Kriegserlebnisse prägten seine spätere pazifistische Haltung und noch während des Krieges trat er 1917 dem Partito Socialista Italiano (PSI) bei, ehe er nach der Gründung des Partito Comunista Italiano (PCI) 1921 diesem als Mitglied beitrat. In der Folgezeit war er Chefredakteur der marxistischen Tageszeitung Il lavoratore friulano und lernte in dieser Zeit Antonio Gramsci kennen, der nach der Ermordung von Giacomo Matteotti führender Politiker der Partei war und mit dem er die PCI bei der Kommunistischen Internationale vertrat.
1926 wurde Scoccimarro in Mailand wegen antifaschistischer Handlungen gegen Benito Mussolinis Nationale Faschistische Partei verhaftet und vor dem Sondergericht zum Schutz des Staates (Tribunale speciale per la difesa dello stato) angeklagt. In diesem Verfahren wurde er zu einer Haftstrafe von 20 Jahren verurteilt. Der Prozess gegen ihn und 21 weitere Kommunisten, unter ihnen Antonio Gramsci, Umberto Terracini, Giovanni Roveda und Ezio Riboldi, begann am 28. Mai 1928 in Rom unter dem Vorsitz von General Alessandro Saporiti. Das Sondergericht verurteilte ihn schließlich zu einer Haftstrafe von 20 Jahren. Während der Haftstrafe lernte er 1932 Giobatta Gianquinto kennen, der der Kommunistischen Partei beitrat und später zwischen 1946 und 1951 Bürgermeister von Venedig war.
1939 wurde die Haftstrafe in Verbannung umgewandelt, die er zunächst auf der Insel Santo Stefano verbrachte. Während des Zweiten Weltkrieges wurde Scoccimarro mit anderen führende Sozialisten, Kommunisten und anderen Antifaschisten wie Sandro Pertini, Francesco Fancello, Altiero Spinelli, Pietro Secchia, Alberto Jacometti und Mario Maovaz auf der Insel Ventotene interniert. Dort befand er sich bis zu seiner Freilassung im August 1943.

### Abgeordneter und Minister
Wenige Monate vor Ende des Zweiten Weltkrieges wurde Scoccimarro von Ministerpräsident Ivanoe Bonomi als Minister für das besetzte Italien (Ministro dell’Italia Occupata) in dessen drittes Kabinett berufen. Dieses Ministeramt bekleidete er bis zum 21. Juni 1945.
Nach Kriegsende wurde Scoccimarro im April 1945 Mitglied des Nationalrates (Consulta Nazionale). Wenige Wochen später wurde er am 21. Juni 1945 von Ministerpräsident Ferruccio Parri zum Finanzminister (Ministro delle Finanze) in dessen Kabinett berufen, dem er bis zum 10. Dezember 1945 angehörte. Am 10. Dezember 1945 berief ihn auch Ministerpräsident Alcide De Gasperi zum Finanzminister in dessen erstes Kabinett. Dieses Ministeramt bekleidete er auch im zweiten Kabinett De Gasperi bis zum 2. Februar 1947.
Bei den Parlamentswahlen vom 2. Juni 1946 wurde er als Kandidat der PCI für das Collegio Unico Nazionale zum Mitglied der Verfassunggebenden Versammlung (Assemblea Costituente) gewählt, der er bis zum 18. April 1948 angehörte. Während dieser Zeit war er vom 5. Mai bis zum 18. Oktober 1947 zunächst Vize-Vorsitzender sowie anschließend zwischen dem 18. Oktober 1947 und dem 31. Januar 1948 Vorsitzender der Parlamentarischen Sonderkommission zur Untersuchung des Wahlrechts. Daneben war er Vorsitzender einiger weiterer zu speziellen Angelegenheiten eingerichteten Parlamentarischen Sonderkommissionen.

### Senator
Bei den Wahlen vom 18. April 1948 wurde Scoccimarro für die Kommunistische Partei erstmals zum Mitglied des Senats (Senato della Repubblica) gewählt, dem er von der ersten bis zu seinem Tod in der fünften Legislaturperiode fast 24 Jahre lang angehörte.
Zwischen der ersten und dritten Legislaturperiode fungierte er vom 8. Mai 1948 bis zum 15. Mai 1963 als Vizepräsident des Senats. Daneben war er zwischen dem 8. Mai 1948 und dem 11. Juni 1958 Vorsitzender der PCI-Fraktion sowie zugleich Vize-Vorsitzender des Ständigen Senatsausschusses für Auswärtige Angelegenheiten und Kolonien.
Während der vierten Legislaturperiode war Scoccimarro zwischen dem 14. Juli 1964 und dem 15. Juli 1965 Vize-Vorsitzender des Parlamentarischen Ausschusses zur Untersuchung der Katastrophe von Longarone, die sich am 9. Oktober 1963 an der Vajont-Staumauer ereignet hat. Das Aufstauen des Stausees Vajont führte zu einem Bergrutsch vom Monte Toc in den See. Dieser verursachte eine große Wasserwoge (Tsunami), die sich über die Mauerkrone in das enge Tal ergoss und das Städtchen Longarone vollständig zerstörte. Bei der Katastrophe starben etwa 2.000 Menschen. Mehr als die Hälfte der Leichen wurde nicht gefunden.
Zuletzt war er während der fünften Legislaturperiode vom 18. Juli 1968 bis zum 27. Oktober 1970 Vize-Vorsitzender des Ständigen Senatsausschusses für Auswärtige Angelegenheiten. Nach seinem Tod am 2. Januar 1972 folgte ihm Ugo Croatto als Mitglied des Senats.

## Veröffentlichungen
- La Costituente e il rinnovamento nazionale, 1946
- Dottrina marxista e politica comunista, 1946
- Su alcuni aspetti del nostro programma, 1946
- Il secondo dopoguerra, 2 Bände, 1956
- Nuova democrazia, 1958
- Ideologia e politica, 1960
- La crisi in Alto Adige, 1960
- Antonio Gramsci, in: Trent'anni di storia italiana, 1915-1945. Dall’antifascismo alla Resistenza, 1961
- Ideologia marxista e programmazione economica, 1965
- Il rinnovamento e il rafforzamento del partito, 1966